# Vladimir Cosma
Vladimir Cosma, född 13 april 1940 i Bukarest, Rumänien är känd för att ha komponerat filmmusik till en stor mängd franska filmer.
Cosma studerade musik vid konservatoriet i Bukarest. År 1963 flyttade han till Paris för att bredda sina studier i jazz, folkmusik och filmmusik.

## Filmmusik
- Tsarens kurir (Michel Strogoff)
- Fan ta' bofinken (Les aventures de rabbi Jacob)
- Åh... dessa karlar! (Un éléphant ça trompe énormément)
- Mistrals dotter

Cosma skrev även Frankrikes bidrag till Eurovision Song Contest 1984